# Історія Єрусалима
Єрусалим (Ієрушалаїм, араб. — Ель-Кудс) — місто на Близькому Сході, що є священним у релігійних традиціях юдаїзму, християнства та ісламу.

## Назва
Точне походження назви міста поки що залишається невідомим. Його назва на давньому івриті — Ієрушалаїм — означає «місто миру», араб. назва — Ель-Кудс — перекладається як «святість». Відомі на сьогодні археологічні дані свідчать про те, що історія міста налічує 5 тис. років. Перші письмові згадки про місто датуються 2-ю пол. 2 тис. до н. е. В клинописних листах, знайдених поміж іншими клинописними табличками з т. зв. Тель-Ель-Амарнського архіву єгипетських фараонів (14 ст. до н. е.), воно згадується під назвою, що має аккадське звучання — «Уру Шалем», по-єврейс. ця назва звучить як «Ір Шалем», що означає «місто Шалема». Місто, що має назву «Шалем» (Салим), згадується в Старому Завіті (Книга Буття 14:18).

## Доантичні часи

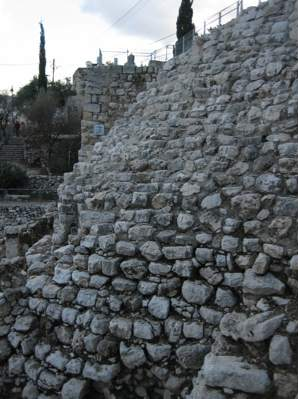
Східчаста кам'яна побудова, місто Давида

Аналіз кераміки свідчить про те, що місто Давида, яке лежало в межах сучасного Єрусалима, було місцем проживання людей ще в мідну добу, тобто приблизно 6 тис. років тому. Існують докази постійного поселення часів ранньої бронзової доби. Першими письмовими згадками про місто є, мабуть, єгипетські ієратичні тексти 19 ст. до Христа, в яких серед ворогів фараона називається місто Рошламем або Рошрамен та листи з амарнського архіву. В них міститься звернення правителя цього міста-держави Абді-Гебе до фараона Ехнатона по допомогу від ворогів. Деякі археологи, зокрема Кетлін Кеньйон, вважають, що Єрусалим був заснований північно-західними семітськими племенами приблизно в 26 столітті до Христа. За єврейськими переказами місто було засноване предками Авраама Симом та Ебером.
У Біблії Єрусалим (Салем) уперше згадується за правління Мелхіседека, союзника Авраама, якого вважають Симом із переказів. Пізніше, в часи Ісуса Навина Єрусалим лежав на території Веніамінового коліна та євусеїв, поки його не підкорив і не зробив своєю столицею Ізріїльського царства цар Давид[v] Недавні розкопки великої кам'яної будови і поряд із нею деякі археологи вважають залишками палацу царя Давида, що було б підтвердженням оповіді з Біблії.
Єврейські релігійні тексти стверджують, що цар Давид правив до 970 року. Його спадкоємець, син Соломон, побудував священний храм на горі Морія, відомий також як Храм Соломона й Перший Храм. У Храмі зберігався Ковчег Заповіту, скринька з табличками, на яких були записані заповіді Божі. Упродовж понад 400 років, до вавилонського завоювання у 587 році, Єрусалим був політичною столицею об'єднаного царства Ізраїль, а пізніше Юдейського царства. Протягом цього періоду, який називають періодом Першого Храму, Храм був релігійним центром ізраїльтян.
Коли в 722 році Ассирія завоювала царство Ізраїль, Єрусалим зміцнився завдяки припливу біженців із півночі. Період Першого Храму завершився приблизно в 586 році до Христа, коли вавилоняни завоювали Юдею разом із Єрусалимом і зруйнували Перший Храм. У 538 до Р. Х., через півстоліття після вавилонського завоювання, перський цар Кір II Великий запросив євреїв повернутися до Юдеї й відбудувати Храм. Спорудження Другого Храму завершилося у 516 році до Христа за правління Дарія I, через 70 років після зруйнування Першого Храму. У 445 році указ царя Артаксеркс I дозволив відбудову міських мурів. Роль Єрусалима як столиці Юдеї та центру єврейської релігії відновилася.

## Античні часи
Коли Александр Македонський підкорив собі перську державу Ахеменідів, Єрусалим і вся Юдея потрапила в сферу впливу македонців, а після смерті Александра опинилася в руках Птоломеїв, першим із яких був Птолемей I Сотер. У 198 році до Христа Птоломей V втратив Єрусалим та Юдею, і вони перейшли до держави Селевкідів. Спроби Селевкідів еллінізувати місто призвели до успішного повстання Маккавеїв у 168 до Христа. Повстання очолили першосвященик Маттатій та п'ять його синів. Як наслідок у −152 утворилося царство Хасмонеїв із столицею в Єрусалимі. Воно проіснувало до захоплення Єрусалима Римом у −63, за Помпея Великого.

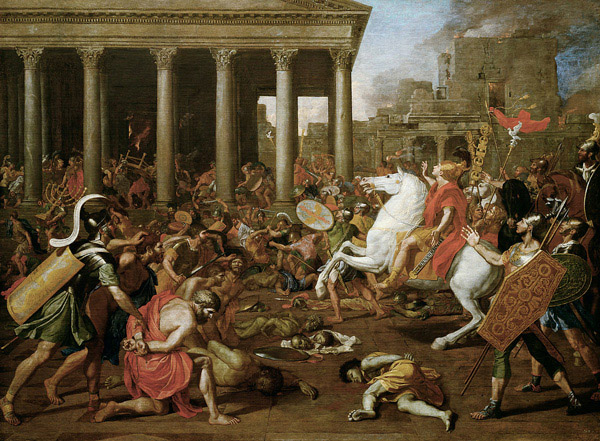
Облога й руйнування Єрусалима римлянами

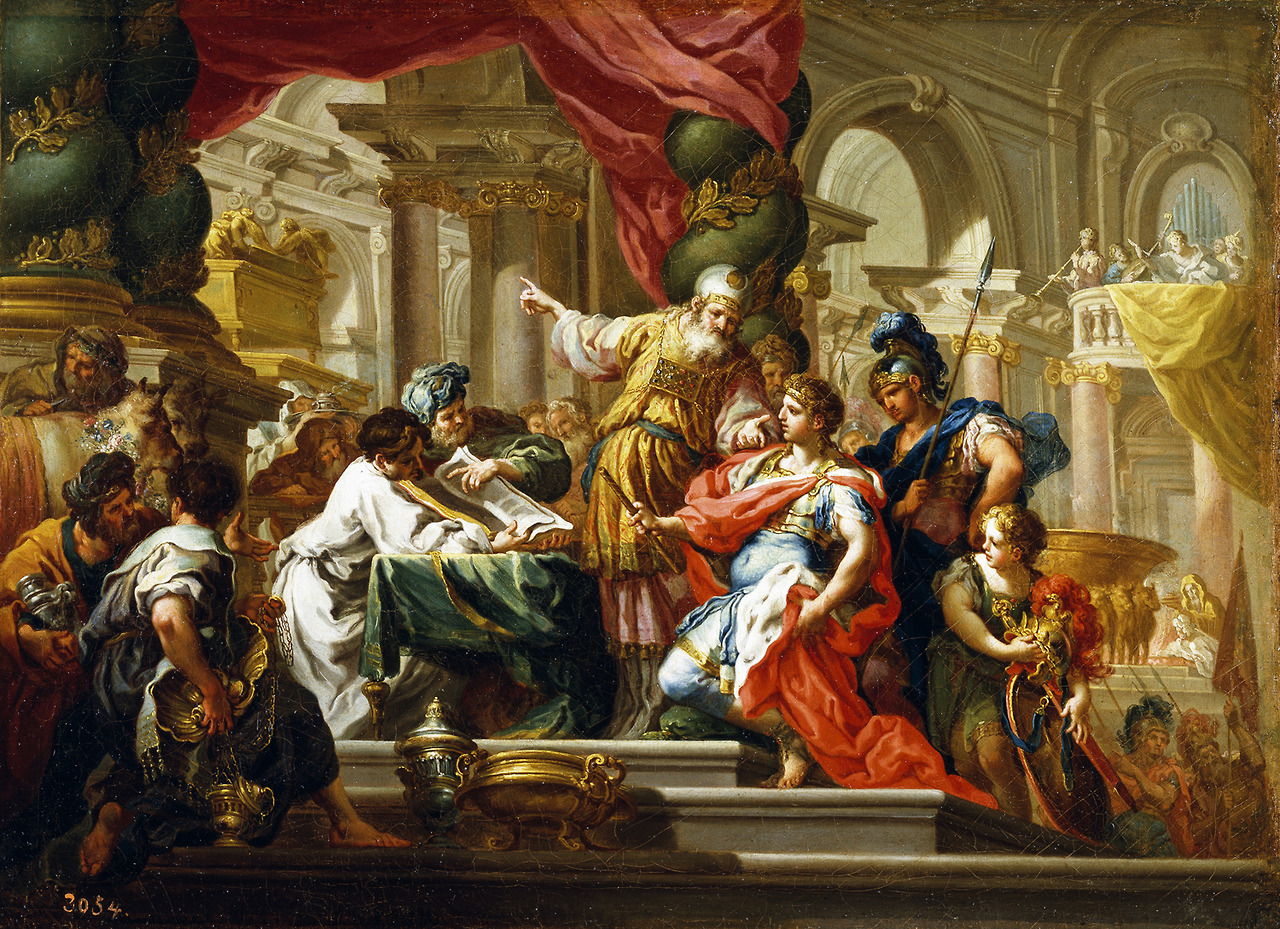
Алекандр Македонський у Єрусалимському Храмі

Римляни, при імперії, встановили маріонеткову державу на чолі з Іродом I, який розбудовував і прикрашав місто, побудував мури, вежі й палаци, розбудував Храмову гору. За Ірода забудова Храмової гори зросла вдвічі. Незабаром після смерті Ірода, в 6 році, Юдея опинилася під прямим правлінням Риму як провінція Юдея, хоча Іродові спадкоємці залишалися маріонетковими царями сусідніх територій до 96 року.
Незадоволеність євреїв римським правлінням призвела до повстання, яке було придушене римлянами під час Юдейської війни. Захопивши Єрусалим у 70 році, римляни зруйнували Другий Храм. Єрусалим знову на кілька років став столицею Юдеї під час повстання Бар-Кохби 132 року. У 135 римляни придушили повстання. Імператор Адріан побудував на руїнах Єрусалима римське місто Елія-Капітоліна і заборонив євреям входити в нього. Усю провінцію Юдею Адріан перейменував у Сирію Палестину. Заборона на вхід євреїв до Єрусалима діяла до 4 століття.
Єрусалим залишався в руках спочатку Риму, а потім Візантії впродовж 5 століть після повстання Бар-Кохби. Римський імператор Костянтин Великий спорудив у місті християнські храми, такі як Храм Гробу Господнього і повернув йому назву Єрусалим.
Пік Єрусалима за розміром і населенням припав на кінець періоду Другого Храму. Тоді місто займало понад два квадратних кілометри і налічувало 200 тис. мешканців.
Візантійська імперія зберігала контроль над Єрусалимом впродовж кількох століть після розпаду Римської імперії, але на початку 7 століття Єрусалим потрапив у руки персів держави Сасанідів, хоча Візантія швидко повернула його собі. Перси захопили Єрусалим у 614 при допомозі навколишнього єврейського населення, якому остогидли візантійці, після 21-денної облоги. Візантійські хроніки розповідають, що перси та євреї вирізали десятки тисяч християн. Після 15-річної перської окупації візантійський імператор Іраклій відвоював його в 629.

## Середні віки

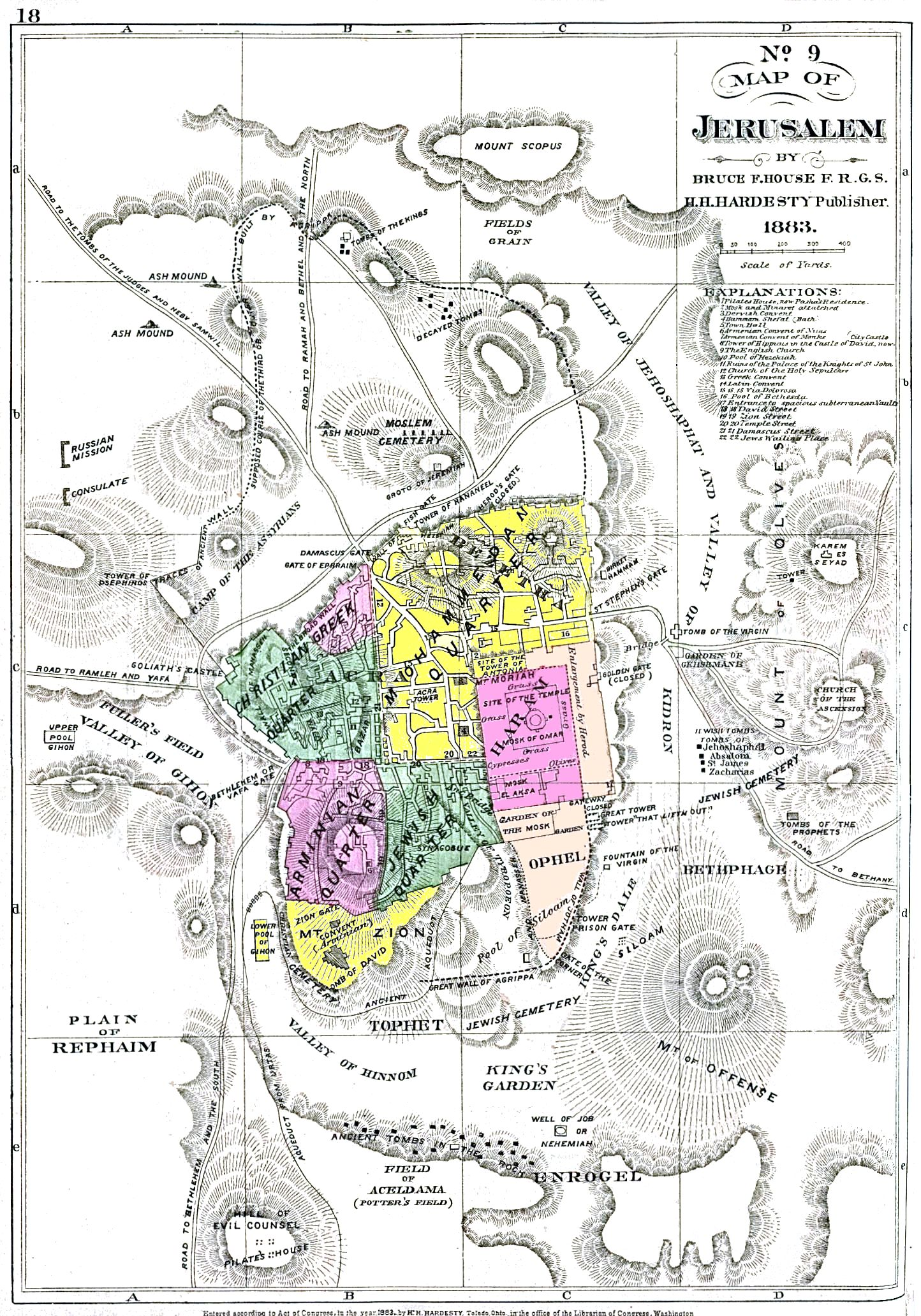
Місто у 1883

У період з 1099 до 1187 Єрусалим був столицею Єрусалимського королівства, заснованого хрестоносцями (див. Хрестові походи). У 1187 місто відвоював у хрестоносців єгипетський султан Салах ад-Дін. До серед. 13 ст. Єрусалим був ареною військових та політичних зіткнень. У 1229–44 знову перебував у складі Єрусалимського королівства, від 1260 був під владою держави мамлюків. у 1517 місто завоювали війська османського султана Селіма I. Протягом наступних 400 років Єрусалим перебував у складі Османської імперії.

## Сучасність

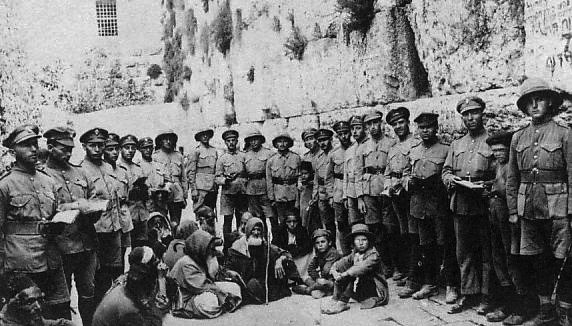
Єврейський легіон британської армії

У 1917 році під час Першої світової війни місто окупували англійські війська. У 1920 Ліга Націй надала Великій Британії мандат на управління цією територією. У 1920–30-ті рр. тут постійно тривали криваві конфлікти між єврейським та арабським нас. Після закінчення Другої світової війни, 29 листопада 1947, Генеральна Асамблея Організації Об'єднаних Націй скасувала британський мандат на управління палестинськими землями й ухвалила рішення про утворення на території Палестини двох держав: єврейської та арабської. Єрусалим отримав особливий статус під управлінням Організації Об'єднаних Націй і не входив до складу жодної з новостворених держав. 15 трав. 1948, відразу після проголошення Держави Ізраїль, розпочався перший арабо-ізраїльський конфлікт, в ході якого Єрусалим був поділений на Західну (єврейську) та Східну (йорданську) частини. В грудні 1949, всупереч рішенню ООН про виділення Єрусалима в самостійну адміністративну одиницю, уряд Ізраїлю проголосив Західну (єврейську) частину міста столицею. Під час шестиденної війни 1967 Єрусалим повністю перейшов під контроль Ізраїлю.

### Столиця Ізраїлю
У 1980 весь Єрусалим був оголошений столицею Ізраїлю, кнесет (парламент) Ізраїлю підтримав це рішення уряду й виніс ухвалу про перенесення в Єрусалим вищих органів влади. Рада Безпеки Організації Об'єднаних Націй резолюцією за № 478 визнала рішення ізраїльського парламенту таким, що «не має законної сили й повинне бути негайно анульоване». Резолюція Ради Безпеки вимагала, щоб усі країни-члени ООН відізвали посольства з Єрусалима. Всупереч рішенню Ради Безпеки ООН посольства в Єрусалимі відкрили Коста-Рика та Сальвадор. В місті працюють ген. консульства США, Великої Британії та Греції. На околиці міста розташували свої дипломатичні представництва Болівія та Парагвай.
У 1988 Йорданія відмовилася від усіх претензій щодо територій на захід від р. Йордан та Єрусалима на користь Організації визволення Палестини (ОВП). У 1995 Конгрес США постановив визнати місто столицею Ізраїлю й перенести туди посольство не пізніше 31 травня 1999 року. Однак президент Джордж Буш-молодший, скориставшись суперечностями Конституції США, проголосив дане рішення Конгресу «консультативним», залишивши за собою право на останнє слово в цьому питанні. Велика Британія, посилаючись на попередні домовленості уряду Ізраїлю та ОВП, вважає, що статус міста мають визначити подальші двосторонні переговори.
6 грудня 2017 року президент США Дональд Трамп заявив, що Сполучені Штати Америки офіційно визнали Єрусалим столицею Ізраїлю і перенесли своє посольство з Тель-Авіва до цього міста. Президент Трамп заявив, що це рішення стане початком нового етапу мирного врегулювання між ізраїльтянами та палестинцями.